# 奥卢瓦托辛·德梅欣
奥卢瓦托辛·布莱辛·德梅欣（英語：Oluwatosin Blessing Demehin；2002年3月13日—），尼日利亚女子足球运动员，司职后卫，目前效力于兰斯体育俱乐部和尼日利亚国家女子足球队。她曾代表尼日利亚参加2024年夏季奥林匹克运动会女子足球比赛。